# Bridlington
Bridlington is een stad (town) en civil parish in het bestuurlijke gebied East Riding of Yorkshire, in het Engelse graafschap East Riding of Yorkshire. De plaats telt 35.369 inwoners.

## Geboren in Bridlington
- Willem van Newburgh (c.1136-c.1198), kanunnik en schrijver
- William Kent (c.1685-1748), architect, landschapsarchitect en meubelontwerper
- Mick Pyne (1940-1995), jazzmuzikant (piano, trompet, saxofoon) en -arrangeur

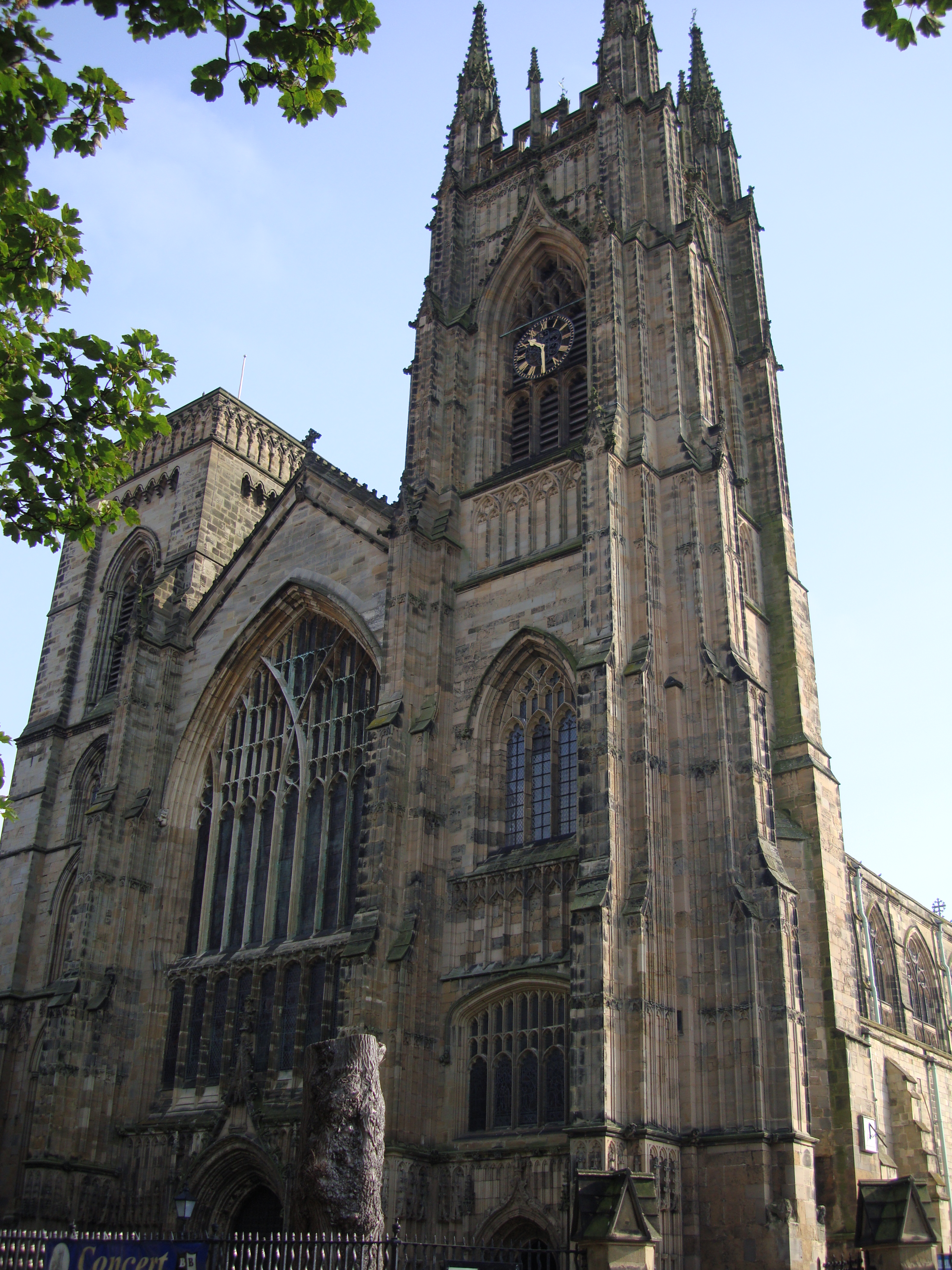
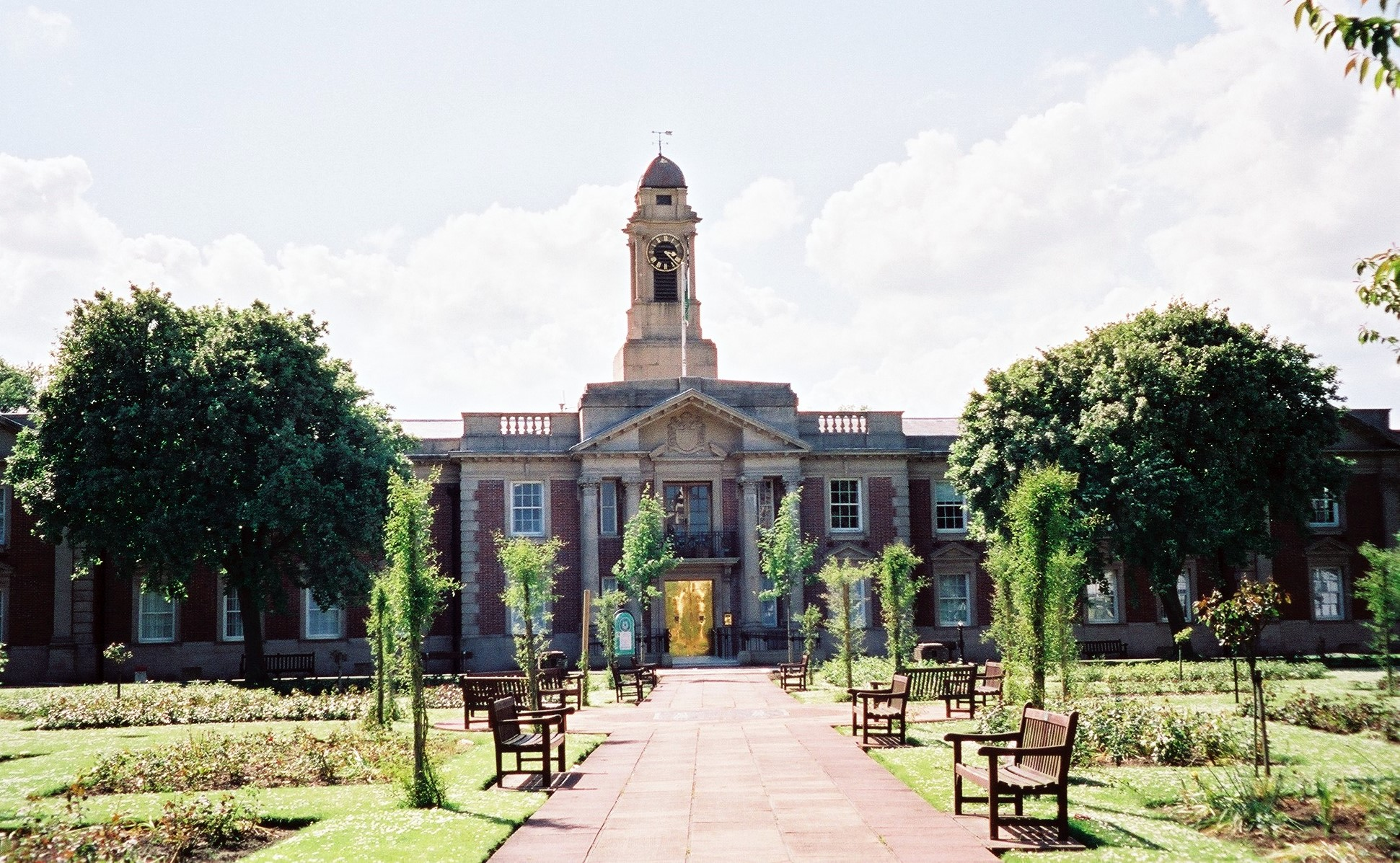
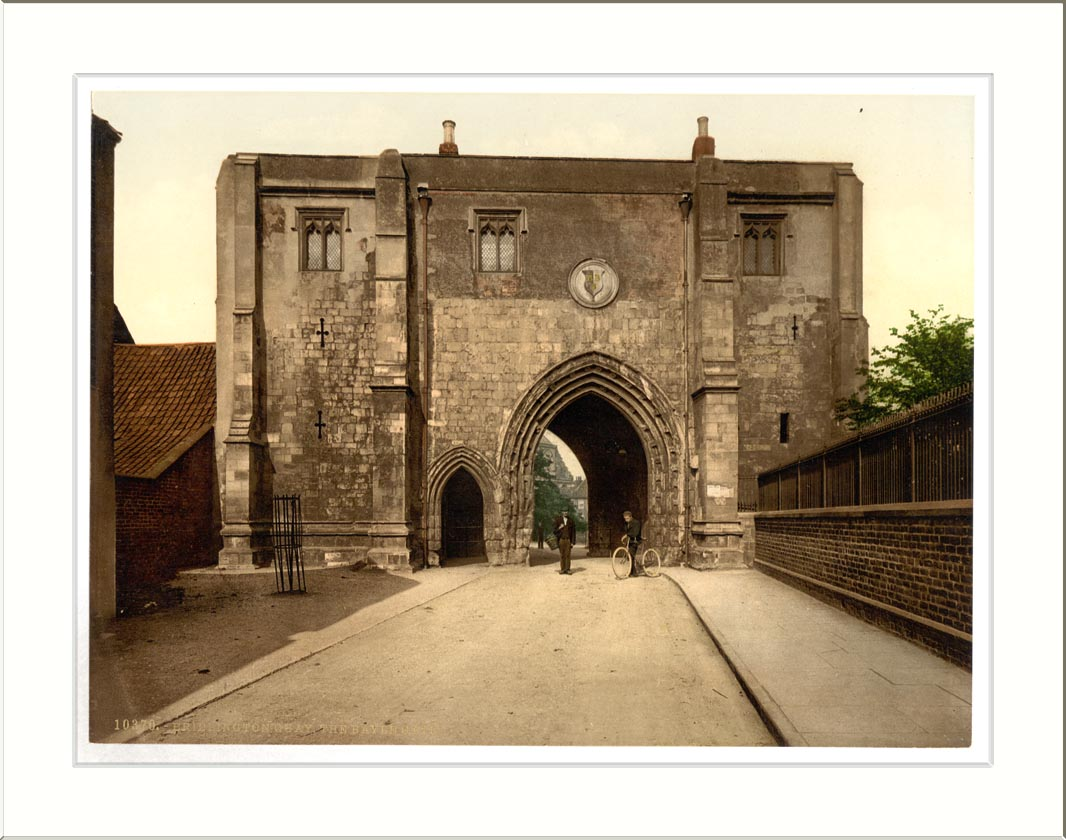
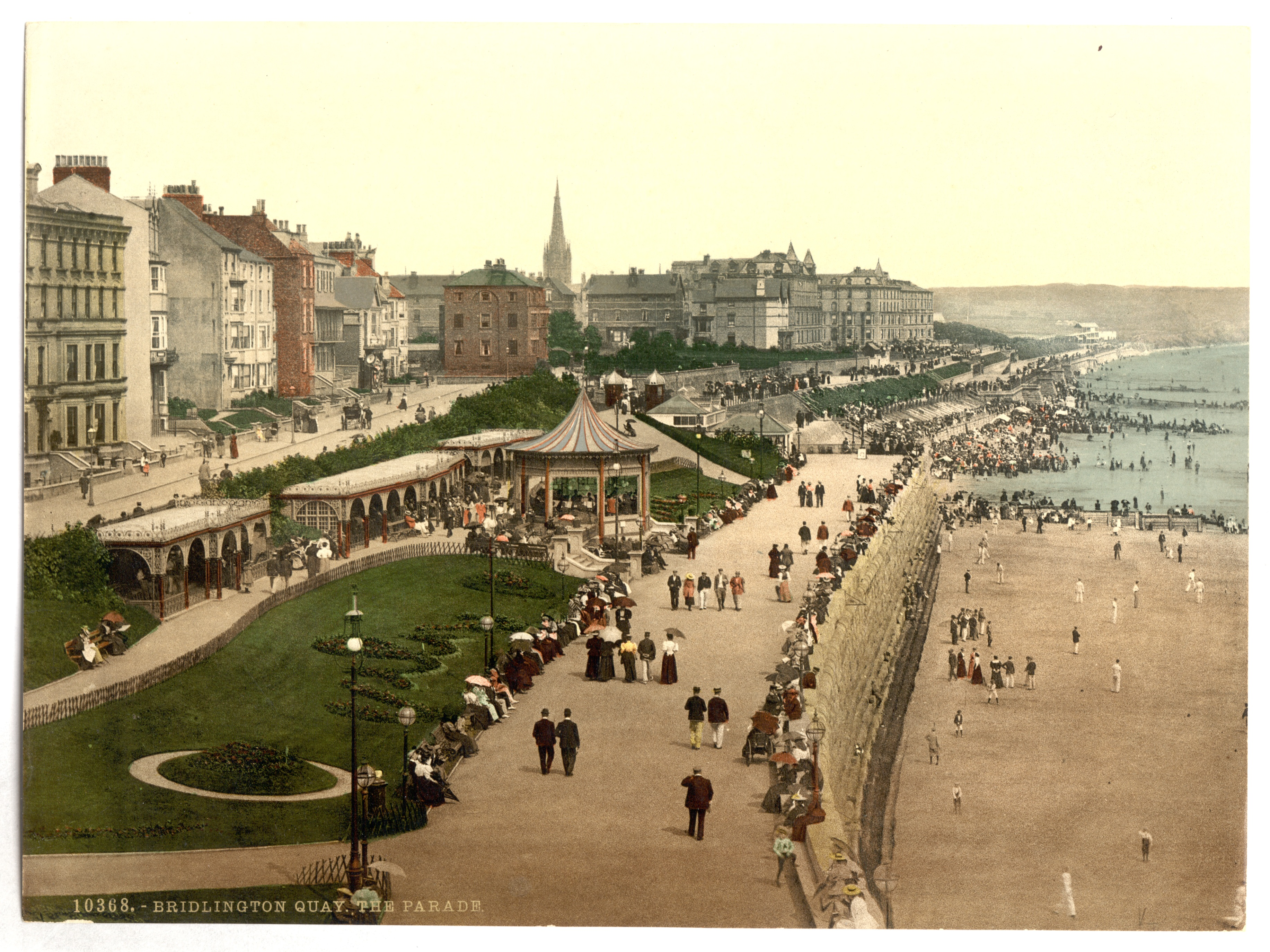
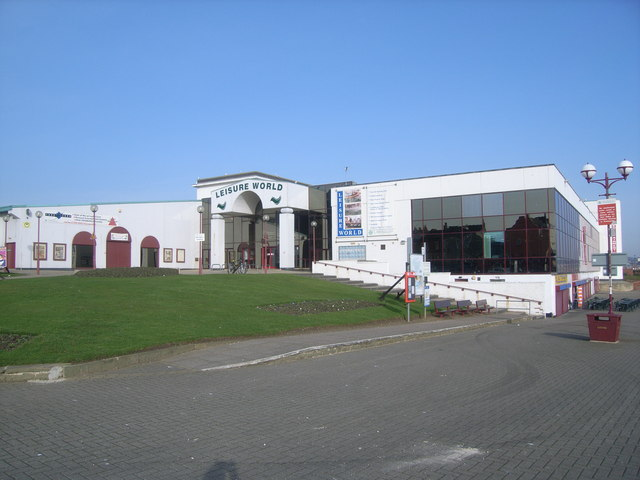
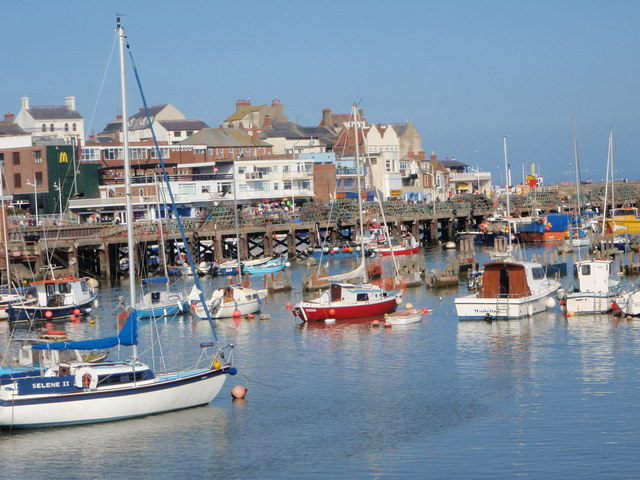

- Andrew Dismore (1954), politicus
- Mark Herman (1954), filmregisseur
- Craig Short (1968), voetballer
- Adam Khan (1985), autocoureur